# آلان هيرنانديز
آلان هيرنانديز (بالإسبانية: Alain Hernández)‏ (برشلونة، إسبانيا، 13 ديسمبر 1975) ممثل إسباني مسرحي وسينمائي وتلفزيوني، عرف بظهوره في فيلم الري بيري (2016) ، مصور ماوتهاوزن (2018) وفيلم سولو (2018).

## روابط خارجية
- آلان هيرنانديز على موقع IMDb (الإنجليزية)
- آلان هيرنانديز على موقع قاعدة بيانات الفيلم (الإنجليزية)

- آلان هيرنانديز في قاعدة بيانات الأفلام على الإنترنت.